# Induljon a banzáj! (album)
Az Induljon a banzáj!  a Bonanza Banzai első stúdióalbuma, mely 1989 nyarán jelent meg a Hungaroton kiadásában. Először hanglemezen, és kazettán, majd 1996-ban CD-n is kiadták az albumot. 
Az album mely a rendszerváltás derekán jelent meg, szabályosan berobbant a köztudatba, az akkor oly népszerű Depeche Mode együttes mellé, mely üdítőleg hatott a magyar közönségre, és abszolút kedvenc lett a rajongók körében.

## Az album dalai
|     | Cím                                   | Hossz |
| --- | ------------------------------------- | ----- |
| 1.  | "Induljon a banzáj!"                  | 3'43  |
| 2.  | "A félelem - I."                      | 3'21  |
| 3.  | "Calypso"                             | 3'54  |
| 4.  | "Ladies from That House"              | 4'47  |
| 5.  | "A vér szava"                         | 3'19  |
| 6.  | "Nézz rám!"                           | 3'18  |
| 7.  | "A félelem - II."                     | 3'07  |
| 8.  | "Tánc"                                | 3'55  |
| 9.  | "Coming Around"                       | 3'35  |
| 10. | "Újra élsz"                           | 3'35  |
| 11. | "Adjon Isten ... (Népdalfeldolgozás)" | 1'07  |

## Előadók
- Hauber Zsolt: szintetizátor, effektek
- Kovács Ákos: ének, vokál, gitár, zongora
- Menczel Gábor: szintetizátor, program